# Брег при Боровници
Брег при Боровници (словен. Breg pri Borovnici) је насељено место у општини Боровница, Средњесловенска регија, Словенија.

## Историја
До територијалне реорганизације у Словенији био је у саставу старе општине Врхника.

## Становништво
У попису становништва из 2021. године, Брег при Боровници је имао 376 становника.
| Број становника према пописима | Број становника према пописима | Број становника према пописима | Број становника према пописима |
| ------------------------------ | ------------------------------ | ------------------------------ | ------------------------------ |
| 1991                           | 2002                           | 2011                           | 2021                           |
| 268                            | 290                            | 326                            | 376                            |

Напомена: До 1955. исказивано под именом Брег.